# 有銘
有銘(あるめ)は、沖縄県国頭郡東村の6つの大字のひとつ。行政区でもあり有銘区（あるめく）と名付けられているが、地域自治区には該当しない。
東村の南西に位置し、その境界は、名護市、大宜味村に接している。
有銘区は、本字(ホンアザ)、石田(イシダ)、福地(フクジ)、照久(テラク)の四小字からなる。
本字は一班と二班に分けられ、『ムラ』、『ハマ』と呼ばれる。
現在は、本字一班の東方の一画を東村立有銘小学校、有銘幼稚園が占めている。本字東方には、グシクダキと呼ばれる神山があり、そのふもとにはリューグシンが祀られている。
一班後方の山は、ウガンと呼ばれ、オガタマノキという大木があり、神木とされている。
人口は約373人。
県道70号線の開通で、有銘-慶佐次間、県道14号線の開通で、有銘-源河間の通行が容易になった。
有銘と源河は、ハジウスイビラの話にみられるように、古くから親密な関係にあった。
大正３年に共同売店が設立されたが、現在は廃業。
子供会、青年会、婦人会、成人会、老人会の組織が存在している。
旧盆は、青年会を中心としたエイサーがある。